# Cdparanoia
cdparanoia（シーディーパラノイア）はLinux上で動作するオープンソースかつ自由ソフトウェアのCDリッパーである。有志によりBeOS・BSD系OS・Mac OS Xなど他のオペレーティングシステム (OS) 向けにも移植されている.ミニマリズム（最小限主義）的な思想で設計されている。貧弱なハードウェアの下であっても、強力なエラー補正機能によって高品質なリッピングを実現する事が出来る。

## 設計
全体の核となるパラノイアライブラリが実際の作業の大半を担当しているため、アプリケーションとしてのcdparanoiaは、単なるparanoiaライブラリのフロントエンドである。paranoiaライブラリの最終安定バージョンはParanoia IIIである。
cdparanoiaの設計は基本的に「多すぎる機能は本質を損なう」という考えに基づいている。cdparanoiaは、GUIやCDDBアクセスなどの関係のない機能の代わりに、正確なリッピング機能を提供し、CD-ROMドライブというハードウェアについてよく知る事が出来るように設計されている。

## 開発の歴史
cdparanoiaはXiph.orgの、後のVorbisやTheoraと同じチームによって開発された。ソースコードリポジトリはSubversionを用いて公開されている。プロジェクトはcdda2wavへのパッチを制作するためのものとして開始された。それらはParanoia IおよびIIと呼ばれ、限定的なエラー補正と少数のデバイスがサポートされていた。1998年1月のParanoia IIIからスタンドアローンのライブラリとなった。
最新の開発バージョンであるParanoia IVは、より柔軟性、移植性、有能性に優れたものとなるように設計されている。パラレルポート用デバイスのサポートやプリギャップの検出と除去、Solarisへの移植が計画されている。ウェブサイトやソースコードの公式なアップデートが途絶えた事もあり、2002年以降、プロジェクトが終了したかのように見えたが、2006年8月にバージョン10.0のプレリリースとともに継続が発表された。

## ステータスインジケータ
cdparanoiaは進行状況を表すためにスマイリーフェイスに似た顔文字を表示するのが特徴である。
```
:-)        通常動作、低／無ジッタ
:-|        通常動作、有意なジッタ
:-/        読み取りドリフト
:-P        最小単位の読み取り動作における無報告のストリーミング消失
8-|        再読み取り中に問題を検出、訂正困難
:-0        SCSI/ATAPI転送エラー
:-(        スクラッチ（擦り傷）を検出
;-(        訂正を放棄
8-X        訂正不可能な既知のエラーにより終了
:^D        展開完了
```